# Saint-Pois
Saint-Pois ist eine französische Gemeinde mit 462 Einwohnern (Stand: 1. Januar 2022) im Département Manche in der Region Normandie (vor 2016 Haute-Normandie). Sie gehört zum Arrondissement Avranches und zum Kanton Villedieu-les-Poêles-Rouffigny.

## Geographie
Saint-Pois liegt etwa 22 Kilometer ostnordöstlich von Avranches. Umgeben wird Saint-Pois von den Nachbargemeinden Coulouvray-Boisbenâtre im Norden und Nordwesten, Saint-Michel-de-Montjoie im Norden und Osten, Lingeard im Osten und Südosten, Le Mesnil-Gilbert im Süden, Cuves im Südwesten sowie Saint-Laurent-de-Cuves im Westen.

## Bevölkerungsentwicklung
| Jahr                       | 1962 | 1968 | 1975 | 1982 | 1990 | 1999 | 2006 | 2018 |
| Einwohner                  | 639  | 623  | 519  | 568  | 558  | 528  | 531  | 501  |
| Quellen: Cassini und INSEE |      |      |      |      |      |      |      |      |

## Sehenswürdigkeiten
- Kirche Saint-Louis aus dem Jahre 1880
- Schloss, Anfang des 18. Jahrhunderts erbaut, seit 1974 Monument historique
- Villa Lemare

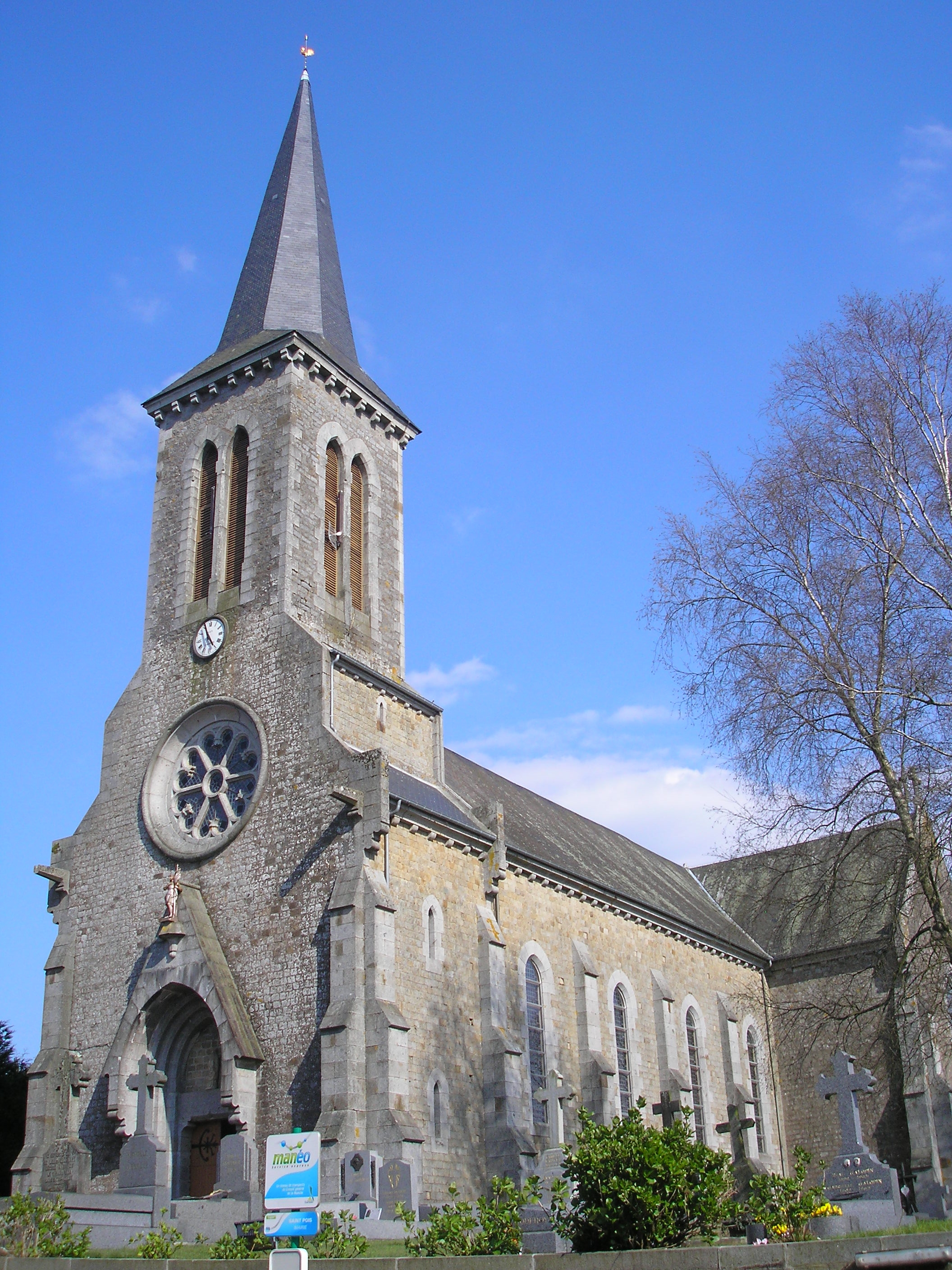
Kirche Saint-Louis
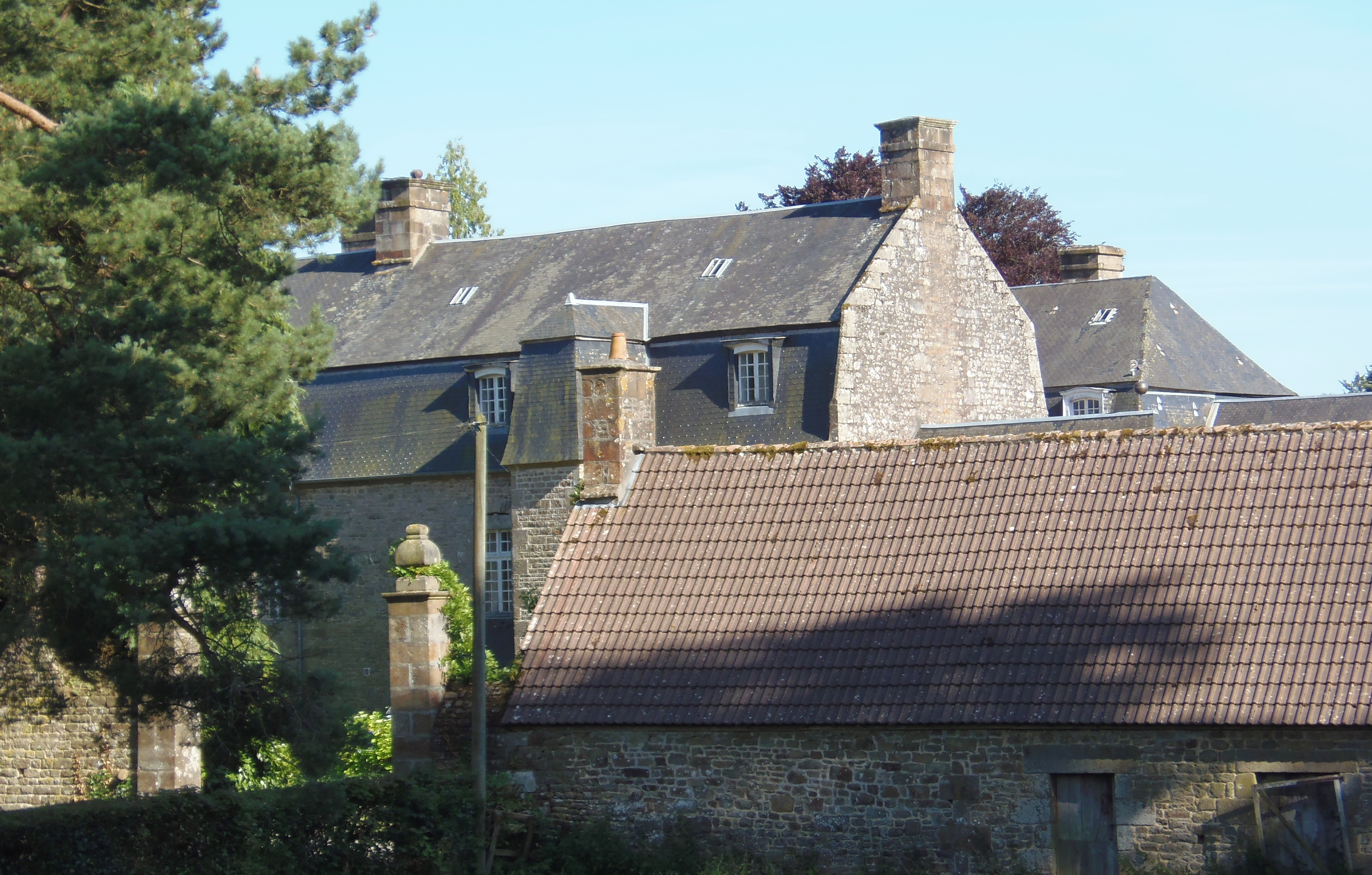
Schloss
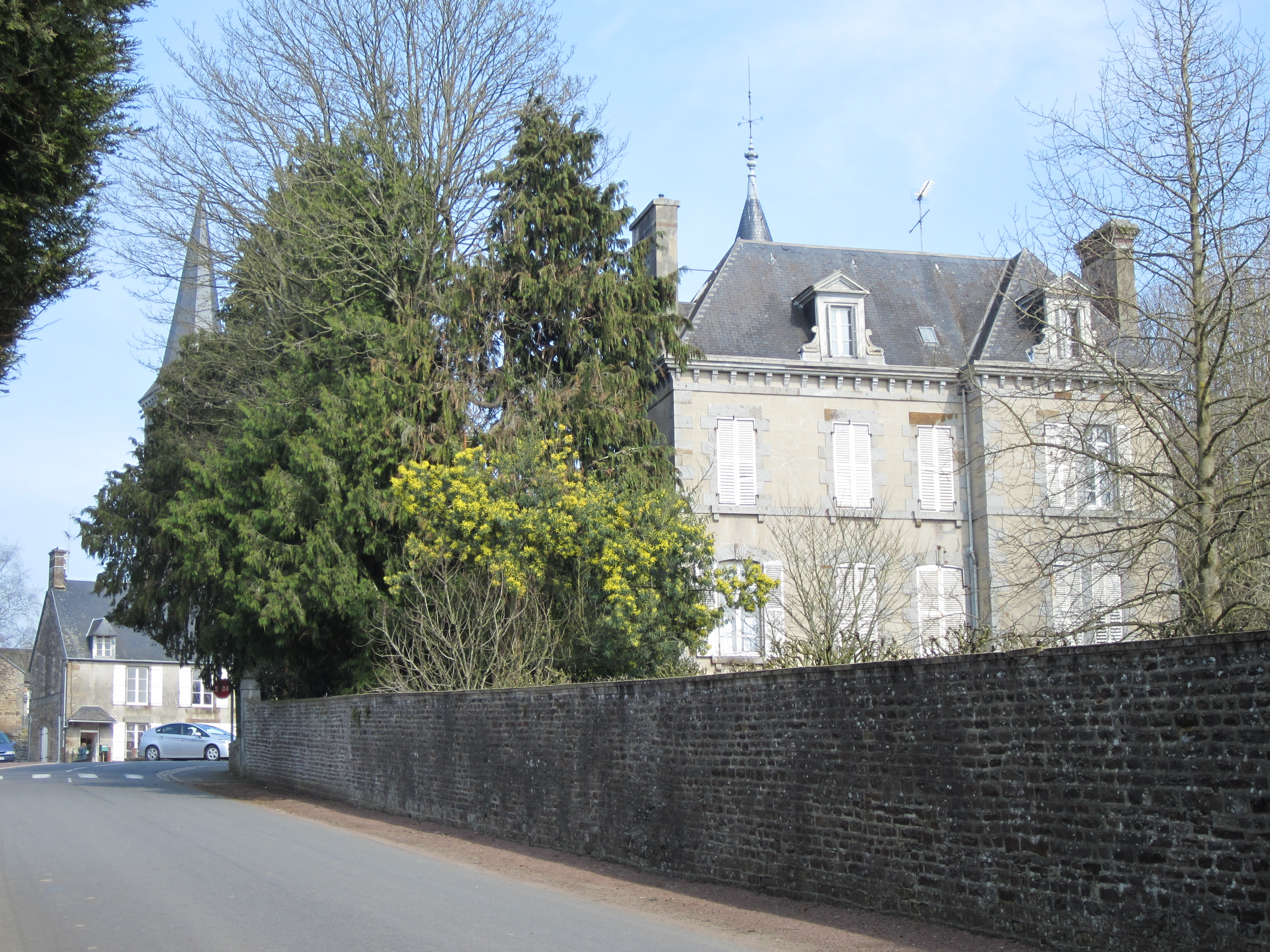
Villa Lemare

## Persönlichkeiten
- Jean-François Graindorge (1770–1810), General der Französischen Revolution
- Jean Charles Émile Gardin (* 1941), Bischof von Impfondo